# Margareten

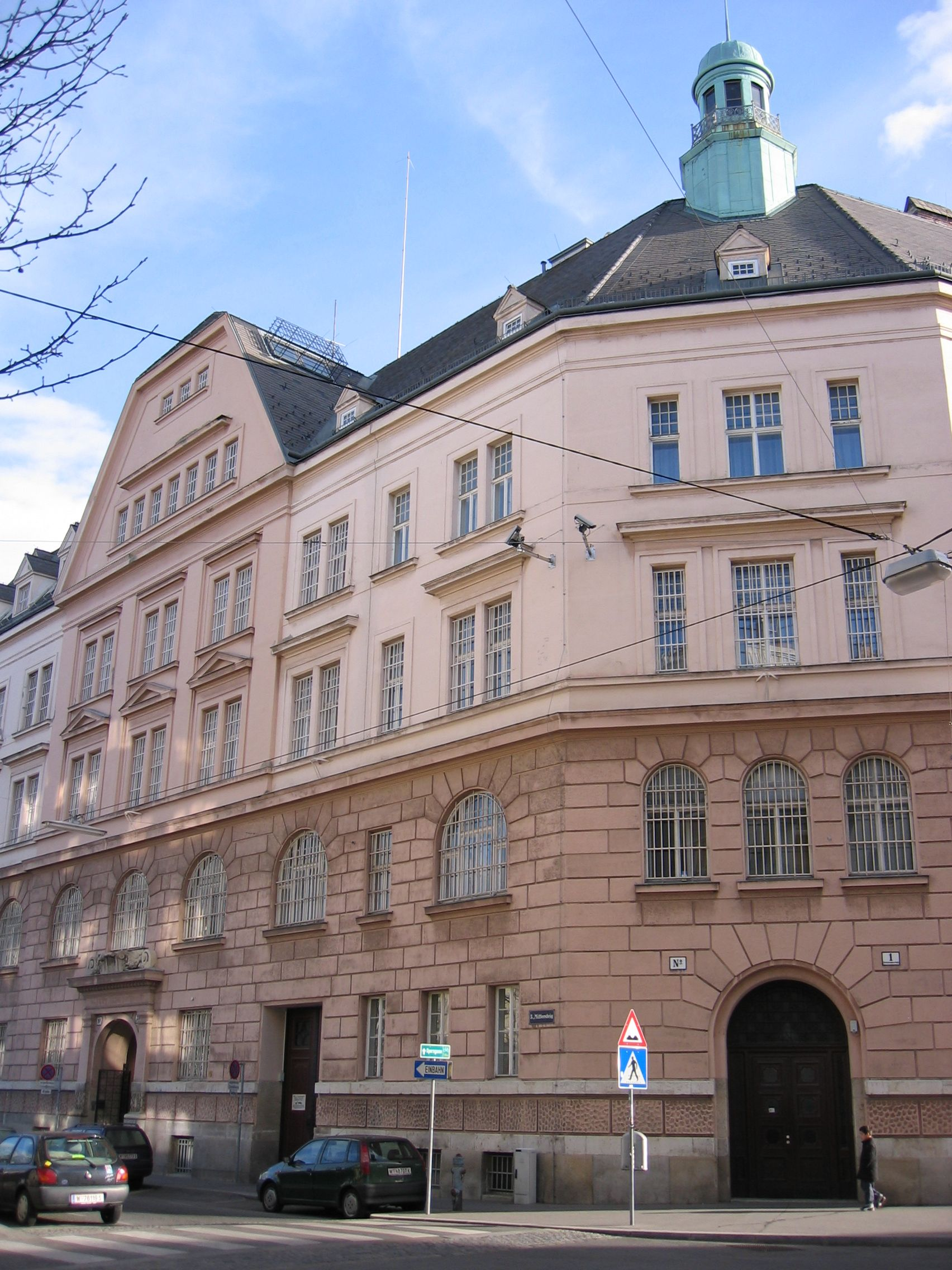
Prison Mittersteig.

Margareten est le cinquième arrondissement de Vienne. En 1861, il fut séparé du 4e arrondissement Wieden et érigé en arrondissement indépendant. Margareten est typique des arrondissements centraux de la ville : densément peuplé avec peu d'espaces verts. Il est considéré comme un arrondissement populaire et concentre beaucoup de HLM.

## Géographie
Margareten est entouré des arrondissements suivants : 
- le 6e, Mariahilf au nord ;
- le 4e, Wieden à l'est ;
- le 10e, Favoriten au sud ;
- le 12e, Meidling à l'ouest.

Il se situe au sud-ouest du centre historique de Vienne.
Le point le plus bas se trouve à 174 m au-dessus du niveau de la mer. Le dénivelé ne dépasse pas 30 mètres.
63,8 % de la surface de l'arrondissement sont occupés par des bâtiments (moyenne de la ville 33,32), dont 82 % sont des bâtiments d'habitations.

Les voies de circulation constituent 31,7 % de la surface totale (moyenne de la ville 13,75) et les espaces vers 4,54 % (moyenne de la ville 48,26), dont 91,54 % sont des parcs.

Seuls trois arrondissements (Josefstadt, Neubau et Mariahilf) possèdent moins d'espaces verts que Margareten.
Dans le quartier de Siebenbrunnenfeld se trouvent diverses sources d'eau. En 1562, la cour impériale reçut de Ferdinand Ier son premier réseau de canalisation à partir de ces sources. L'eau était collectée en sept puits (sieben Brunnen, en allemand) et était conduite dans un réservoir dans Vienne, d'où elle était conduite au palais impérial. Les citoyens reçurent l'autorisation d'utiliser cette eau en 1829 à partir de la fontaine située sur la Margaretenplatz. Aujourd'hui, ces sept sources sont représentées par la fontaine sur la Siebenbrunnenplatz.

## Histoire

### La formation de l'arrondissement
Avant 1850, l'arrondissement de Margareten comprenait plusieurs banlieues indépendantes : Hundsturm (dont une partie appartient aujourd'hui au 12e arrondissement), Hungelbrunn (aujourd'hui partagé avec le 4e arrondissement), Laurenzergrund, Margareten, Matzleinsdorf, Nikolsdorf, Reinprechtsdorf.
Toutes ces banlieues ainsi que d'autres au sud du fleuve Wien furent intégrées à Vienne au sein du 4e arrondissement Wieden le 6 mars 1850. Après de longues discussions au sein de l'arrondissement nouvellement créé, on décidé dès 1861 de le diviser. Son étendue était pour l'époque jugée trop importante et sa structure sociale hétérogène problématique. La partie est, bourgeoise, comprenant 55 000 habitants, resta le 4e arrondissement. La partie ouest, arrondissement ouvrier de 32 000 habitants, constitua le 5e arrondissement. La prise en compte des différences sociales, économiques et architecturales accentuées avec le temps furent décisives dans ces nouvelles délimitations administratives par rapport à 1850. La police avait déjà divisé cet arrondissement en deux pour sa propre organisation.

En 1874, Margareten perdit tout son territoire au sud de la Gürtel au profit du 10e arrondissement.

En 1907, il en fut de même avec son territoire situé à l'ouest de la Gürtel qui fut attribué au 12e arrondissement. Ainsi étaient fixées les limites actuelles de l'arrondissement.

### Jusqu'à la Première Guerre mondiale
Lors de sa création, le 5e arrondissement avait encore un caractère campagnard, surtout près du mur d'enceinte où se trouvaient de nombreux espaces verts : jardins, prés, champs, potagers. La partie sud-ouest de l'arrondissement devait rester vierge de construction car elle hébergeait les sept sources qui servaient aux canalisations de l'eau potable pour la cour. La partie située entre la Margaretenstraße et la Siebenbrunnengasse était peu peuplée. La Reinprechtsdorfer Straße n'était construite que dans sa partie nord. La plupart des rues se terminaient en cul-de-sac.

Margareten était d'abord un arrondissement d'artisans. Au cours du XIXe siècle, grâce à la croissance de sa population, il évolua en un arrondissement d'ouvriers. L'industrialisation galopante acheva de transformer cette banlieue campagnarde en un arrondissement de grande ville très urbanisé. En 1869, 54 000 habitants y habitaient, répartis dans 921 immeubles.

En 1892, les banlieues situé au-delà du mur d'enceinte furent aussi intégrées à la ville. Ce mur fut progressivement détruit à partir de 1894. La Gürtel qui se construisait progressivement depuis les années 1870 parallèlement au mur d'enceinte put donc être élargie sur le territoire de Margareten.

Jusqu'en 1900, le nombre d'immeubles s'accrut et atteignit le nombre de 1579, pour 25 300 appartements. Au tournant du siècle, 107 000 personnes habitaient Margareten. Le principal problème de l'arrondissement résidait dans l'insalubrité des logements. Un appartement moyen comprenait une chambre et une cuisine mais hébergeait plus de 4 personnes. 
Entre 1860 et 1912, plusieurs bâtiments importants furent construits : un orphelinat (1864), un centre d'hébergement pour les plus démunis ainsi qu'un hôpital (1865). Le nouvel hôtel de ville (commun aux 4e et 5e arrondissements) fut inauguré en 1867 et les bains publics en 1872. En 1877 fut fondée la plus ancienne institution privée de formation populaire. L'éclairage au gaz fut installé relativement tard, en 1899, et le fleuve Wien fut régulé entre 1895 et 1900. Sur les bords sud fut construite une ligne de chemin de fer pour le Stadtbahn qui fut inaugurée le 30 juin 1899. Il comprend les stations Pilgramgasse et Kettenbrückengasse au nord de l'arrondissement, aujourd'hui desservies par la ligne 4 du métro de Vienne.

Entre 1907 et 1908 fut construite une synagogue, détruite pendant la Nuit de Cristal de 1938. À côté fut construit un centre de détention entre 1908 et 1910. Il accueille aujourd'hui (2008) 88 détenus et 55 fonctionnaires.

Dès 1877, une ligne de tramway à cheval traversait l'arrondissement. Dans les années qui suivirent, d'autres lignes furent développées. En 1902, le réseau fut électrifié. La ligne de chemin de fer reliant Vienne à Baden est elle aussi plus que centenaire et traverse toujours l'arrondissement.

### 1918-1945
Bien que la population de Margareten se fût réduite, le besoin en logements continuait d'être important. Le nombre d'immeubles passa de 1563 à 1626 entre 1910 et 1923. Malgré de nombreuses constructions engagées par la municipalité, le nombre d'immeubles stagna ensuite et se retrouva en 1934 à 1618. Deux raisons expliquent ce phénomène : les immeubles construits étaient plus gros et plus haut. Le nombre d'immeubles de 4 ou 5 étages s'accrut. Pour pallier le manque d'habitations à la fin de la Première Guerre mondiale, on construisit des HLM. Les terrains vagues près de la Gürtel offraient la possibilité d'en construire de grands. Le premier comprenait par exemple 244 appartements. Cinq autres semblables furent construits jusqu'en 1930.
Pendant la guerre civile de 1934, Margareten fut un centre important, étant donné la proportion d'ouvriers dans sa population. Des combats eurent lieu le 12 février 1934 et ne cessèrent qu'au bout de 6 heures, avec la fin de la grève générale.
La synagogue de l'arrondissement fut incendiée pendant la Nuit de Cristal en novembre 1938.

Pendant la Seconde Guerre mondiale, plusieurs parties de l'arrondissement furent détruites par des bombes, car plusieurs bâtiments importants se trouvaient sur son territoire où tout proche, comme la gare de Matzleinsdorf. Lors de la libération par l'armée rouge, il n'y eut pas de combats à Margareten car les nazis avaient pris la fuite à la suite d'une attaque aérienne. Le 10 avril 1945, l'armée rouge entrait à Margareten et y installait une commanderie. La plupart des rues n'étaient pas praticables, et il n'y avait ni électricité ni gaz, les transports en commun étaient hors service et les espaces verts servaient de dépôts pour les décombres et déchets. Manque de logement, maladie, famine et désorganisation étaient le quotidien viennois de l'immédiat après-guerre.

### Depuis 1945
Pendant l'occupation (1945-1955), Margareten faisait partie du secteur anglais. Grâce à l'aide de pelleteuses et autre matériel anglais ainsi que l'intervention de 37 000 personnes, l'arrondissement fut le premier à être nettoyé, le 19 septembre 1946, après plus de 300 000 heures de travail. La reconstruction put commencer. La construction de HLM reprit. On se décida cette fois pour des bâtiments séparés, et non des barres d'immeubles. Toutefois, la population ne cessa de décroître jusqu'en 2001. En revanche, la population immigrée augmenta considérablement.
Le principal problème des logements de Margareten est le vieillissement. Près de 60 % des 2 000 immeubles ont été construits avant la Première Guerre mondiale. 75 % des appartements sont loués. Les HLM représentent 17 % des logements.
Comme dans les autres arrondissement, on fit progressivement de la place au trafic automobile en sacrifiant de nombreux immeubles. Les bus remplacèrent peu à peu les tramways qui furent construits le long de la Gürtel. Une église baroque dut pour ce faire être détruite en 1965, malgré les protestations de la population.

En septembre 1969, la station de S-Bahn à Matzleinsdorfer Platz fut inauguré, offrant à Margareten un accès à un deuxième réseau important de transport local (avec le Stadtbahn). À partir de 1976, le Stadtbahn fut réaménagé et remplacé par la ligne 4 du métro en 1980.
En 1986, les bains publics furent détruits et remplacés trois ans plus tard par une piscine avec toboggan. Elle accueille depuis 2006 un club de sport.

En 1990 fut installée une maison de retraite. La circulation automobile fut restreinte dans l'arrondissement, de nombreuses pistes cyclables mises en service.
Depuis l'an 2000, la part d'espaces verts à Margareten fut augmentée en ajoutant des arbres et des parcs au cours de travaux de voirie.

Pour réduire le bruit près de la Gürtel causé par les voitures, les tramways et le S-Bahn, un mur de 18 mètres de haut et 150 mètres de long fut construit, en verre pour laisser passer suffisamment de lumière. Des panneaux photovoltaïques furent installés à son sommet.

## Population

### Évolution
En 1869, 54 010 habitants habitaient sur le territoire de l'arrondissement. En l'espace de 30 à 40 ans, la population doubla pour atteindre presque 108 000 habitants. Bien que la construction de grands HLM ne commençât qu'après la Première Guerre mondiale, la population ne fit que chuter jusqu'au recensement de 2001. Depuis, une légère augmentation semble se dessiner.

Avec 25 000 habitants /km², Margareten est l'arrondissement de Vienne le plus densément peuplé.

### Structure de la population
La proportion des personnes de plus de 60 ans est de 19,7 %, soit en dessous de la moyenne de Vienne qui se situe à 22,2 %. La proportion des moins de 15 ans est de 14,3 %. Avec 52,4 %, la proportion des femmes dans l'arrondissement est juste dans la moyenne de la ville.
Parmi les 42 111 habitants de Margareten qui avait plus de 15 ans en 2001, 12,6 % avaient un diplôme de l'enseignement supérieur (moyenne de Vienne 11,8 %). 16,4 % avaient un bac général (Vienne 15,7), 34,2 % une formation professionnelle (Vienne 39,2 %) et 36,9 % ne sont allés à l'école que jusqu'à l'âge obligatoire (Vienne 33,2 %)
Le revenu annuel moyen d'un travailleur était en 2005 de 16 873 euros net (Vienne 18 894), celui d'un retraité 15 558 euros net (Vienne 16 802). Les hommes gagnaient en moyenne 18 436 euros net (retraités : 17 915), les femmes 15 143 (retraitées : 14 062). En moyenne, Margareten se situe 11 % en dessous de la moyenne des revenus de Vienne.

### Origine et langues
La proportion d'étrangers à Margareten était de 23,2 % en 2001, soit 6 points au-dessus de la moyenne de la ville. 7 % avaient la nationalité serbe ou monténégrine, 4,4 % la nationalité turque. Suivaient les Bosniaques (2,3 %) ainsi que les Croates (1,5 %) et les Allemands (1 %). Au total, 32 % des habitants de l'arrondissement étaient nés à l'étranger. 
64,4 % des habitants indiquent avoir l'allemand comme langue principale de communication. 10,2 % le serbe, 7,6 % le turc, 3,4 % le croate et 1,1 % le hongrois.

### Confessions
42,2 % des habitants de Margareten se disent catholiques. Il existe trois paroisses catholiques dans l'arrondissement. La deuxième religion représentée est l'islam avec 11,9 % et l'orthodoxie avec 9,6 %. Les protestants représentent 4,3 % des habitants. 24,6 % des habitants se disent sans religion.

## Politique
On ne dispose de données sur la situation politique de Margareten que depuis 1890. Lors des élections municipales d'avril 1891, les 6 sièges de l'arrondissement furent remportés par le parti chrétien-social (prédécesseur de l'ÖVP). Ce n'est qu'en 1906 que les chrétiens-sociaux perdirent leur suprématie, lorsque Franz Domes, représentant du Parti social-démocrate des travailleurs (SDAP), fut élu. En raison du système électoral en vigueur, les chrétiens-sociaux restèrent dominants jusqu'en 1919.
Depuis l'introduction du suffrage universel en 191, Margareten n'a eu que des maires d'arrondissement sociaux-démocrates, à l'exception de la période 1934-1945. Le premier fut Albert Hummel. 
Le nombre de sièges au conseil d'arrondissement changea régulièrement. Depuis 1987, ils sont au nombre de 40. En 1987, ils étaient répartis ainsi : 22 pour les sociaux-démocrates (SPÖ), 12 pour les conservateurs (ÖVP), 4 pour l'extrême-droite (FPÖ) et 2 pour les Verts.
Lors de l'élection du 10 novembre 1991, le SPÖ n'obtient que la majorité relative, avec 19 sièges, le FPÖ devint la deuxième force de l'arrondissement avec 9 sièges, et l'ÖVP recula en troisième place avec 8 sièges. Les Verts obtinrent 4 sièges. Kurt Heinrich fut réélu maire de l'arrondissement.
Les élections de 1996 furent marquées par une perte importante de voix pour les deux grands partis (SPÖ et ÖVP) au profit des petits partis.
En 2001, le SPÖ et les Verts gagnèrent des voix, et le FPÖ perdit plus de 7 points par rapport à 1996, tout en restant deuxième force de l'arrondissement. Les Verts dépassèrent les conservateurs. Les sièges furent répartis ainsi : 18 au SPÖ, 8 au FPÖ, 7 aux Verts, 6 à l'ÖVP et 1 aux libéraux du LIF.
Lors des élections de 2005, les Verts gagnèrent de nombreuses voix et dépassèrent le FPÖ. La tendance observée dans les autres arrondissements centraux atteignit Margareten : l'entrée des verts en concurrence au SPÖ pour la mairie. Les pertes du FPÖ furent telles qu'il recula en 4e position. Les libéraux, les communistes du KPÖ et les populistes du BZÖ ne réussirent pas à entrer au conseil d'arrondissement. Les sièges de 2005 : 18 SPÖ, 10 Verts, 7 ÖVP et 5 FPÖ.
Aux élections du 10 octobre 2010, le FPÖ fit le plein de voix et redevint la 3e force de l'arrondissement. Les partis de gauche perdirent des voix mais restèrent à leurs places. L'ÖVP fut le grand perdant, comme à l'échelle de la ville. Les communistes obtinrent 3 % des voix et entrèrent au conseil d'arrondissement. Ainsi : 18 sièges pour le SPÖ, 9 pour les Verts, 7 pour le FPÖ, 5 pour l'ÖVP et 1 pour le KPÖ.

## Armoiries
Les armoiries de l'arrondissement sont divisées en six et représentent six anciennes banlieues indépendantes :
- Margareten, au milieu : Sainte Marguerite d'Antioche assise sur un volcan, devant un fond jaune. En dessous d'elle se trouve un dragon vert. Ces armoiries datent de la fin du XIVe siècle et étaient représentées dans la chapelle du château de Margareten.
- Nikolsdorf, en haut à gauche : Saint-Nicolas dans un pré vert, sur fond rouge. Ces armoiries ont été choisies car le village de Nikolsdorf fut nommé en honneur de son fondateur Nikolaus Olàh.
- Matzleinsdorf, en haut à droite : Saint-Florian. L'église paroissiale de Matzleinsdorf était dédiée à ce saint.
- Hundsturm, en bas à gauche : Une tour d'argent sur un fond bleu, de laquelle sort une licorne argentée. Il symbolise le château de Hundsturm construit en 1672.
- Reinprechtsdorf, en bas à droite : une orbe bleue et or que l'on voyait sur le sceau de l'hôpital à qui appartenait les terres de ce village jusqu'au XVIIIe siècle.
- Laurenzergrund, en bas au milieu : une grille, symbole du martyre de Saint-Laurent, torturé à mort sur une grille au-dessus d'un feu.

## Culture et tourisme

### Bâtiments remarquables
Sur la Margaretenplatz se situe la cité Margaretenhof, ressemblant à un château et construite en 1884/85. L'architecture de ce bâtiment mêle des éléments des maisons de rapport et des cottages, sous la forme d'une cour d'habitations traversée par une petite allée. Chaque immeuble de cette cité dispose d'une petit jardin privé ainsi que d'un portail d'entrée.

Sur la rive droite du fleuve Wien, près de la station Pilgramgasse, se trouve le Vorwärts-Gebäude. Ce bâtiment était le siège du Republikanischer Schutzbund (organisation paramilitaire proche du SDAP), le siège du SDAP et de la maison d'édition Vorwärts.

L'arrondissement de Margareten est surtout marqué par les nombreuses cités HLM près de la Gürtel. La première construite à Vienne le fut à Margareten, en 1919/20 : la Metzleinstaler Hof. La cité Reumannhof fut célèbre pendant la guerre civile de 1934 pour avoir été un point de chute important pour le Republikanischer Schutzbund.

Après la guerre, un gratte-ciel de 20 étages fut construit près de Matzleinsdorfer Platz.

### Bâtiments religieux
À Margareten se trouvent 6 églises catholiques, 1 église libre, 4 salles de prière musulmanes et un temple bouddhiste thaïlandais.

L'église Saint-Josef a été construite entre 1765 et 1769 comme nouvelle église pour le refuge pour démunis attenant. Cette église, bijou baroque, accueillit un temps la dépouille de Franz Schubert. Une plaque commémorative sur le mur de l'église fut posé pour le centenaire de la mort du compositeur pour rappeler ce fait.

Au milieu de la Wiedner Hauptstraße se trouvait jusqu'en 1965 l'église paroissiale de Matzleinsdorf, église Saint-Florian. Un nouveau bâtiment sans tour fut érigé non loin de là. Il est le siège de l'Église des Jeunes de Vienne.

Deux cloîtres subsistent toujours à Margareten : celui de l'ordre des Franciscains de l'amour du Christ depuis 1865, il gère l'hôpital Hartmann, et celui de l'ordre des pauvres dames venu de Lviv en 1898 et dont l'église et le cloître furent construits entre 1909 et 1911.

Le siège du diocèse protestant de Vienne se trouve à Margareten.

### Théâtres
Il existe quatre théâtres dans l'arrondissement. Le plus récent et plus petit est le BlackBox Theater, ouvert en septembre 2006. Il a une capacité d'accueil de 29 places. Il sert aussi de scène d'entraînement à une école de théâtre.

Le théâtre Scalla fut inauguré dans l'ancien cinéma Atlantis en 1995. Il peut accueillir 100 à 160 spectateurs. Plus de 100 représentations y sont données chaque année, presque exclusivement des créations originales. La flexibilité de la salle permet des représentations inhabituelles et expérimentales.

Le théâtre Spektakel accueille principalement des spectacles de cabaret.

Enfin, le Volkstheater Hundsturm est une annexe du Volkstheater et sert essentiellement à des expérimentations théâtrales.

### Cinémas
La baisse dramatique de la fréquentation des cinémas n'a pas été sans conséquences pour Margareten. Tous les cinémas de l'arrondissement ont en effet fermé progressivement. Il ne reste plus que le Filmcasino. Ce cinéma fut ouvert en 1911. Il échappa à la fermeture grâce à un groupe de cinéphiles qui sut mettre la municipalité de son côté. Grâce à un financement public et à des dons privés, le cinéma put être restauré et modernisé. Il rouvrit ses portes sous le nom de Filmcasino en 1989. Aujourd'hui, il projette des films de bonne qualité et est membre de Europa Cinemas.

### Musées
Dans la mairie d'arrondissement se trouve le musée de l'arrondissement qui présente l'histoire de Margareten et de ses habitants.

Dans la Vogelsanggasse se trouve le musée de l'histoire et de l'économie de l'Autriche ainsi que le musée du café. Le premier tente de rendre différents faits économiques de l'Histoire accessible au plus grand nombre. Des conférences sur l'économie actuelle se tiennent régulièrement en ces lieux. Le second, ouvert en 2003, retrace le processus de fabrication du café, "de la plante à la tasse".

L'association pour l'histoire des mouvements de travailleurs accueille le quatrième musée de l'arrondissement. Fondé en 1959, cette association rassemble des documents historiques sur les mouvements de travailleurs en Autriche. La collection rassemble des drapeaux, des bustes, une salle consacrée à Victor Adler avec des meubles d'époque ainsi qu'une « collection du premier mai ».
Enfin, une Exposition sur Restituta nommée « la foi contre la violence nazie » retrace la vie et l'œuvre de sœur Maria Restituta. Elle fut exécutée par les Nazis en 1943 et élevée au rang de bienheureuse en 1989.

### Sport
Le club de sport le plus connu de l'arrondissement est le club de handball Fivers Margareten, fondé sous le nom de WAT Margareten en 1919. Ce club joue dans la plus haute ligue du championnat autrichien qu'il a remporté trois fois dans les années 2010. Avec sept coupes d'Autriche — dont cinq entre 2011 et 2017 — il est le club le plus sacré dans cette compétition.
Comme il n'existe pas de terrain de foot dans l'arrondissement, aucun club de foot ne s'y est installé. Les clubs de foot Margaretner Athletik Club (MAC fondé en 1926) et Margartner Sportverein 91 (MSV 81) jouent sur des terrains situés dans l'arrondissement voisin de Meidling. On trouve quand même l'Union Sportive Margareten qui offre volleyball, tennis de table et gymnastique. Cette association a été fondée en 1903.

### Manifestations régulières
Chaque année ont lieu en mai et juin les semaines de fête de l'arrondissement Margareten. 65 représentations différentes se jouent à 11 endroits répartis dans tout l'arrondissement. Ces spectacles sont la plupart du temps gratuits.

Des marchés de Noël sont organisés dans l'arrondissement pendant la période de l'Avent. Contrairement aux grands marchés de Noël organisés ailleurs dans la ville, ceux de l'arrondissement ne durent souvent que le temps d'un week-end.

Le projet de réseau "Margareten kulturell, almanach artistique" publia pour la première fois en mai 2008 une brochure listant tous les lieux de créations artistiques de l'arrondissement.

## Économie et infrastructures

### Économie
Margareten était au départ un arrondissement d'artisans. Il existait toutefois au sud-ouest, près du mur d'enceinte, plusieurs jardins, champs et potagers. Au cours des travaux réalisés dans l'arrondissement, ces surfaces agricoles disparurent toutes. La plupart des industries historiques déménagèrent au fil des ans, on ne trouvait des exploitations industrielles aux rez-de-chaussée ou dans les cours des immeubles que dans les quartiers bâtis autour de 1870.
Ces dernières années, le nombre d'entreprises installées à Margareten a augmenté. Il s'agit en très grande majorité de petites entreprises employant 4 salariés au maximum. Le premier secteur concerné est celui du commerce et du stockage, suivi par les services et les institutions financières, assurances et autres services économiques. Les industries n'arrivent qu'en quatrième position. Parmi les 17 069 employés dans l'arrondissement, 16 007 habitent hors de l'arrondissement, dont 12 176 dans Vienne. La couverture des besoins quotidiens est assurée par les nombreux commerces, répartis dans tout l'arrondissement, la plupart se trouvant dans la Reinprechtsdorfer Straße et autour de la place Margaretenplatz.
Les principaux employeurs de l'arrondissement sont MA48 (traitement des déchets, nettoyage des rues, parc automobile), Manz Crossmedia und Schiebel Elektronische Geräte (une entreprise de haute technologie connue pour ses hélicoptères autodirigés).

### Transports
L'arrondissement est limité au nord (Wienzeile) ainsi qu'au sud et à l'ouest (Gürtel) par des voies de transport importantes. D'autres grandes rues traversent l'arrondissement, dont deux donnant sur des autoroutes. Margareten dispose de 109 rues d'une longueur totale de 37,7 km. À la fin de l'année 2007, 21 738 véhicules étaient enregistrés dans l'arrondissement, dont 17 499 voitures et 1947 deux-roues, ce qui correspond à 413 véhicules pour 1 000 habitants (moyenne de Vienne : 478). Quatre stations services sont réparties dans l'arrondissement.
La longueur des pistes cyclables est de 21,5 km. Le vélo occupe une place de plus en plus importante dans les déplacements des habitants, car certaines rues en sens unique peuvent être empruntées à contre-sens à vélo, rendant l'utilisation du vélo plus pratique que la voiture. Un comptage réalisé en juin 2007 fit état de 901 vélos par jour (pendant la haute saison), dont 584 en direction du centre-ville. L'arrondissement dispose en outre de 6 stations de CityBike (vélib'), situées pour la plupart dans les environs de stations de transport en commun importantes. 
Les transports en commun sont gérés essentiellement par les Wiener Linien. Avant la Première Guerre mondiale, plusieurs lignes de tramway furent installées dans les rues de l'arrondissement. Entre 1951 et 1961, 3 lignes furent supprimées et remplacées par des lignes de bus. Une autre ligne fut en outre déplacée sur la Gürtel et remplacée elle aussi par une ligne de bus. Ainsi, aujourd'hui, les lignes de tramway ne circulent plus que sur la Gürtel (lignes 6 et 18) ou dans la Wiedner Hauptstraße (lignes 1, 62 et tramway de Baden).
Les quatre lignes de bus qui circulent dans l'arrondissement (12 A, 13 A, 14 A et 59 A) ont essentiellement pour but d'amener les passagers vers les stations de métro ou de S-Bahn, toutes situées aux limites de l'arrondissement. On y trouve en effet 3 stations de métro (ligne 4 : Margareten Gürtel, Pilgramgasse, Kettenbrückengasse) et une station de S-Bahn (Matzleinsdorfer Platz).
Les lignes de bus nocturnes traversent l'arrondissement de 0 h 30 à 5 h. Deux quotidiennement (N6 et N62), une uniquement le week-end (N71) et une autre uniquement en semaine (N60). Les nuits du vendredi au samedi, du samedi au dimanche et des veilles de jours fériés aux jours fériés, le métro roule sans interruption.
La Matzleinsdorfer Platz est un centre névralgique important pour le transport au sud de la ville. En effet, des bus municipaux, régionaux et nocturnes, des lignes de tramway et le tramway de Baden ainsi que des lignes de S-Bahn s'y croisent.
L'arrondissement n'a cependant pas d'accès direct au réseau de chemin de fer. Les gares les plus proches sont la Südbahnhof (gare du sud, à partir de 2013 gare centrale) dans le 4e arrondissement, et la gare Wien Meidling dans le 12e arrondissement. Chacune est à une station de S-Bahn à partir de Matzleinsdorfer Platz.

### Santé
Depuis 1865, le Hartmannspital se situe dans la Nikolsdorfergasse. C'est le seul hôpital de l'arrondissement. Depuis sa fondation, il est géré par l'ordre des Franciscaines de l'Amour de Jésus. Il fut agrandi en 1977 et 1994.
De plus, 108 médecins officient à Margareten, 38 généralistes et 69 spécialistes. Neuf pharmacies dispensent des médicaments et autres services de santé.

### Formation
À Magareten se trouvent cinq écoles primaires, trois lycées technologiques (Hauptschule), une école spécialisés, deux lycées généraux, un lycée de commerce, une haute école technique, une école d'informatique et un lycée professionnel.
Le lycée de commerce accueille environ 1450 élèves pour 178 professeurs. Il est le plus ancien lycée de commerce d'Autriche et fut fondé en 1758 par Marie-Thérèse d'Autriche. Les spécialisations sont : art et design, management d'entreprises, informatique et organisation. Il se situe dans un ancien dépôt d'armements de l'armée.
L'école d'informatique dispense une formation en un an. Le but est d'intégrer les étudiants dans la vie professionnelle.
L'institut d'énergie physique de l'Académie des Sciences autrichienne est le seul centre de recherches universitaire dans l'arrondissement. Son domaine de recherches est les plus petites composantes des matériaux et leurs forces. Il travaille en coopération avec le CERN de Genève.
Un centre de formation pour adulte (Volkshochschule polycollege) existe dans l'arrondissement depuis 120 ans. C'est le plus grand centre des 18 que compte la ville et il fut fondé en 1887. Il dispose de plusieurs annexes dans les 4e et 5e arrondissement. Il organise 20 % des cours de tous les centres de formation pour adultes de Vienne et accueille 24 000 élèves par an.

## Personnalités
- Adam Schreck, abbé de l'abbaye de Klosterneuburg, est né en 1796 à Margareten. Il fonda au sein de l'abbaye une école d'œnologie qui devient une des plus réputées d'Europe.
- Hans Moser, acteur, est né le 6 août 1880 à Margareten.
- Ernst Arnold (1892-1962), chanteur et compositeur, habita à Margareten.
- Ernst Hinterberger (né en 1931), Friederike Mayröcker (née en 1924) et Andreas P. Pittler  résident dans l'arrondissement. Ce dernier y a aussi grandi.
- Falco, star de la pop, est né en 1957 à Margareten.
- Waluliso (1914-1996), militant pacifiste, habita dans un 9 m² de Margareten de 1944 à sa mort.
- Sœur Maria Restituta (1894-1943) habita le couvent des Franciscaines de l'amour du Christ dès 1914. Elle fut exécutée par les nazis et béatifiée par Jean-Paul II en 1998.
- Margarete Schütte-Lihotzky (1897-2000), architecte et résistante, habita longtemps l'arrondissement. Un parc porte aujourd'hui son nom.
- Bruno Kreisky (1911-1990), chancelier social-démocrate de 1970 à 1986, est né à Margareten.
- Karl von Vogelsang (1818-1890), homme politique chrétien-social et grand réformateur, habita l'arrondissement. Une rue porte son nom.
- Karl Lueger (1844-1910), maire de Vienne de 1897 à 1910 et grand bâtisseur de la ville, habita quelques années l'arrondissement dont il fut le d'abord le représentant au conseil municipal de Vienne.
- Karl Wlaschek (né en 1917) ouvrit son premier magasin (une parfumerie) dans l'arrondissement en 1953. Il est aujourd'hui propriétaire de la chaîne de supermarchés Billa créée en 1961, et est considéré comme l'homme le plus riche d'Autriche.